# 懷厄盧阿 (夏威夷州)
懷厄盧阿（英語：Waialua）是位於美國夏威夷州檀香山縣的一個人口普查指定地區。

## 地理
懷厄盧阿的座標為21°34′31″N 158°07′46″W / 21.57528°N 158.12944°W，而該地最高點為海拔高度4米（即13英尺）。

## 人口
根據2010年美國人口普查的數據，懷厄盧阿的面積為6.20平方千米，當中陸地面積為5.70平方千米，而水域面積為0.50平方千米。當地共有人口3860人，而人口密度為每平方千米622.58人。